# Casa de la Reina (Greenwich)
La casa de la Reina (en inglés: Queen's House) es una antigua residencia real inglesa construida entre 1616 y 1635 en Greenwich, a orillas del río Támesis, a unos pocos kilómetros aguas abajo de la entonces City de Londres y ahora ya un distrito londinense. La Queen's House es uno de los edificios más importantes de la historia de la arquitectura británica, siendo el primer edificio conscientemente clásico que se construyó en el país. Realizada para Ana de Dinamarca, la esposa del rey James I, fue el primer encargo importante de Iñigo Jones después de regresar de su grand tour de 1613-1615 de estudio de las arquitecturas romana, renacentista y palladiana en Italia.
Algunos edificios ingleses anteriores, como Longleat y Burghley House, ya habían tomado préstamos del estilo clásico, pero se limitaban al uso de algunos elementos que no se aplicaban de manera sistemática, o que lo hacían en un edificio que de hecho era una mezcla de diferentes estilos. Además, la forma de esos edificios no se basaba en la comprensión de los precedentes clásicos. La Queen's House habría parecido revolucionaria a los ojos de los ingleses en su día. A Jones se le atribuye la introducción del paladianismo con la construcción de la Queen's House, aunque difiere de las limitaciones matemáticas de Palladio, y es probable que el precedente inmediato de la planta en forma de «H» a lo largo de una carretera haya sido la villa medicea de Poggio a Caiano, obra de Giuliano da Sangallo (y desde 2013, Patrimonio de la Humanidad, parte de la «Villas y jardines Médici en Toscana», n.º ref. 175-006).
Hoy en día, la casa es un edificio listado de Grado I (Grade I listed building) y un monumento antiguo planificado (scheduled ancient monument), un estatus que incluye y protege la vista axial de 35 m de anchura hasta la ribera del río Támesis. La casa ahora forma parte del Museo Marítimo Nacional y se utiliza para exponer partes de su importante colección de pinturas y retratos marítimos.

## Historia temprana

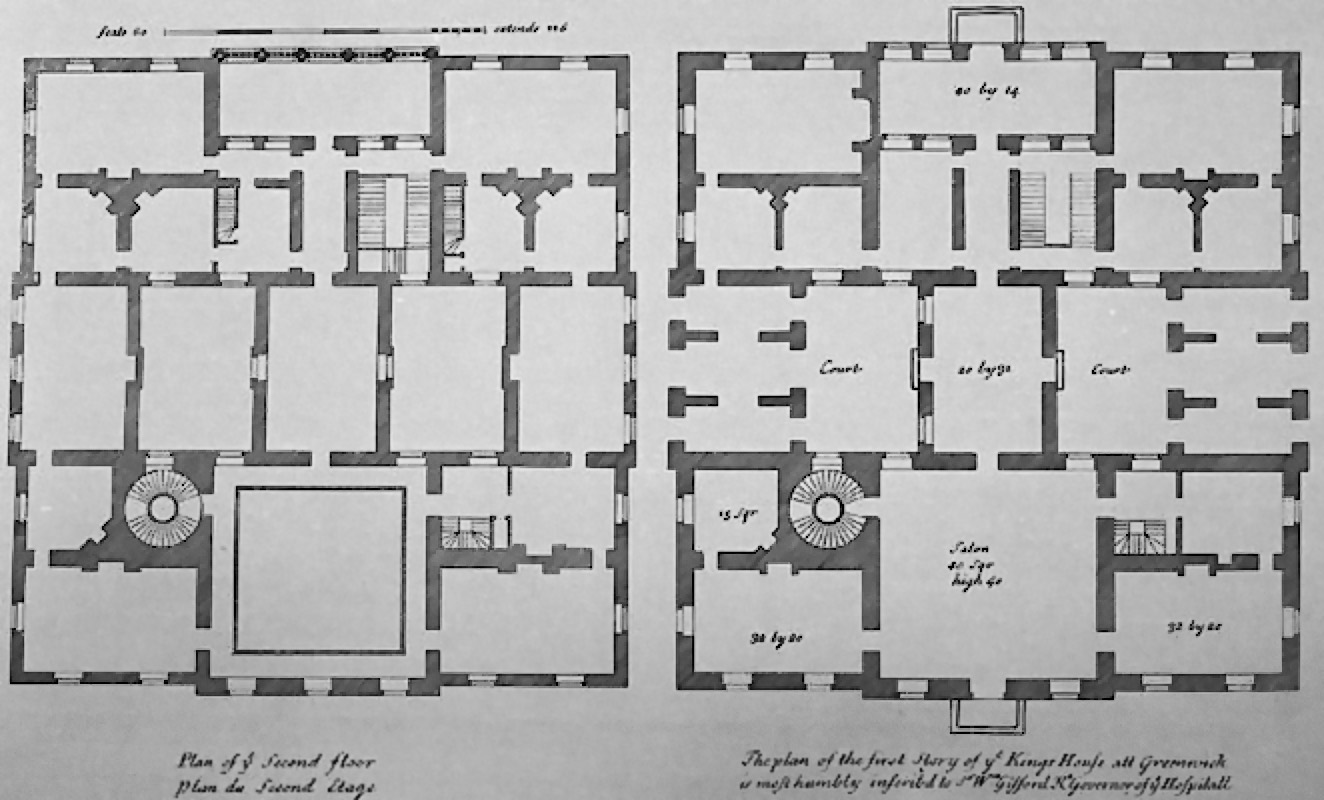
Plantas de la casa de la Reina. El salón es un cubo de 40 pies (12,2 m)

La casa de la Reina se encuentra en Greenwich, Londres. Fue construida como un anexo del palacio de Greenwich de los Tudor, anteriormente conocido, antes de su remodelación por Enrique VII como palacio de Placentia. Era un edificio laberíntico, principalmente hecho de ladrillo rojo en un estilo más vernáculo. Esto habría presentado un gran contraste de apariencia con la casa más nueva, pintada de blanco, aunque esta última era mucho más pequeña y realmente una versión moderna de una tradición más antigua, las de las 'casas jardín' (garden houses) particulares, no un edificio público, y además uno utilizado solo por círculo íntimo privilegiado de la reina.
La construcción de la casa comenzó en 1616, pero los trabajos se detuvieron en abril de 1618 cuando Anne enfermó y murió al año siguiente. Las obras se reanudaron cuando el rey Carlos I entregó en 1629 la casa a la reina consorte Henrietta Maria; la casa se completó, arquitectónicamente, en 1635.
Sin embargo, el uso original de la casa fue breve —no más de siete años— antes de que comenzara la Guerra Civil Inglesa en 1642 y barriera la cultura cortesana de la que surgió. De sus interiores, tres techos y algunas decoraciones de las paredes sobreviven en parte, pero ningún interior permanece en su estado original. Ese proceso comenzó ya en 1662, cuando los albañiles eliminaron un nicho y figuras de término y una chimenea.
Las pinturas encargadas por Carlos I para la casa a Orazio Gentileschi, pero que ahora están en otro lugar, incluían un techo Allegory of Peace and the Arts [Alegoría de la Paz y las Artes], ahora instalado en la Marlborough House, en Londres,  un gran Finding of Moses (Moisés salvado de las aguas), prestado por una colección privada a la National Gallery de Londres hasta su compra por el museo en 2019, y un Joseph and Potiphar's Wife [José y la esposa de Putifar], todavía en la Royal Collection.
La casa de la Reina, a pesar de que apenas se estaba utilizando, proporcionaba el centro focal lejano para el Hospital de Greenwich proyectado por sir Christopher Wren, con una lógica y grandeza que parecía inevitable a los historiadores de la arquitectura, pero que en realidad dependió de la insistencia de la reina Mary II de que la vista al agua desde la casa de la Reina no se viese afectada.

## Construcción del Hospital de Greenwich

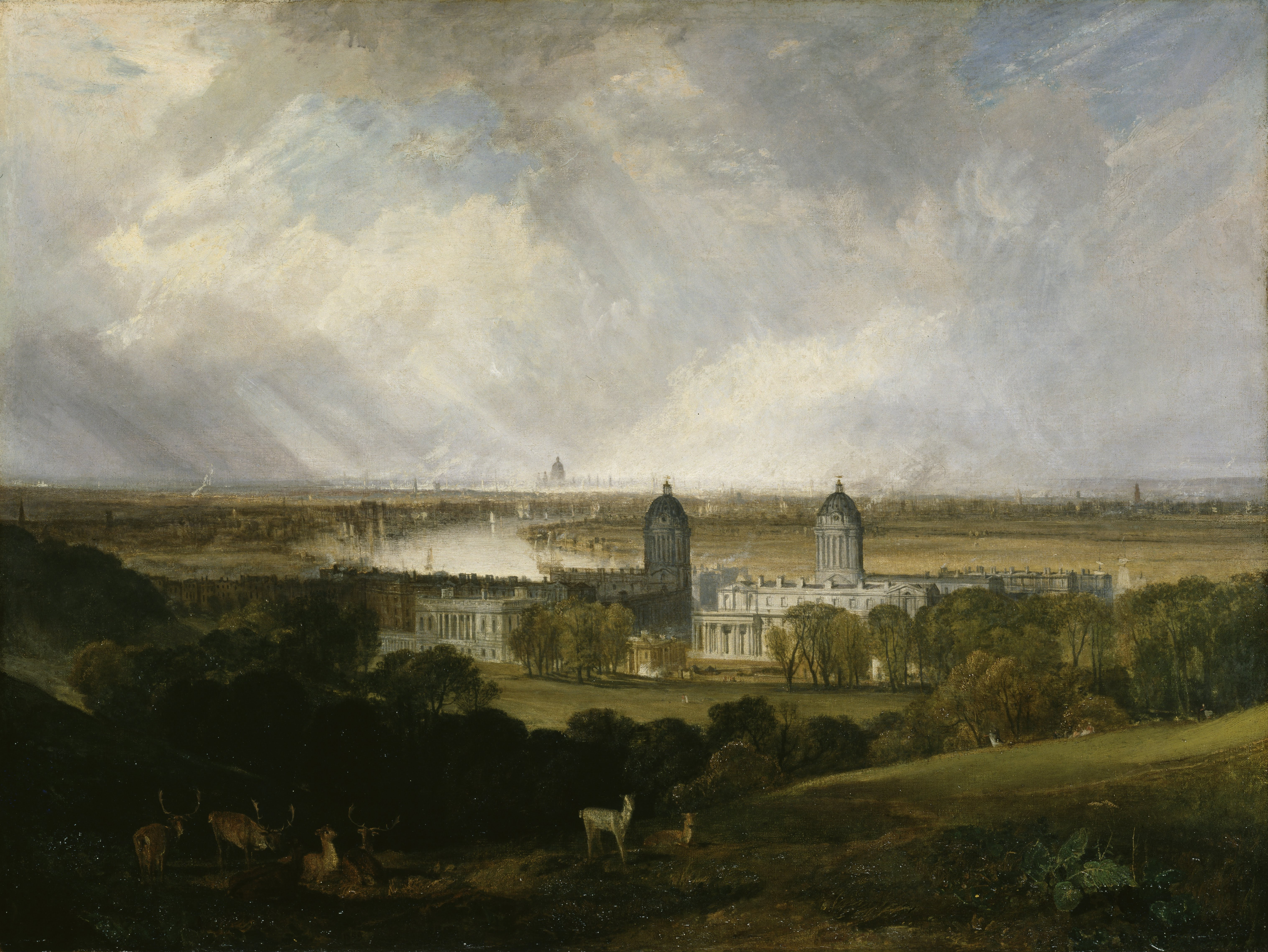
La Queen's House y el Greenwich Hospital en el cuadro London from Greenwich Park, en 1809, obra de William Turner

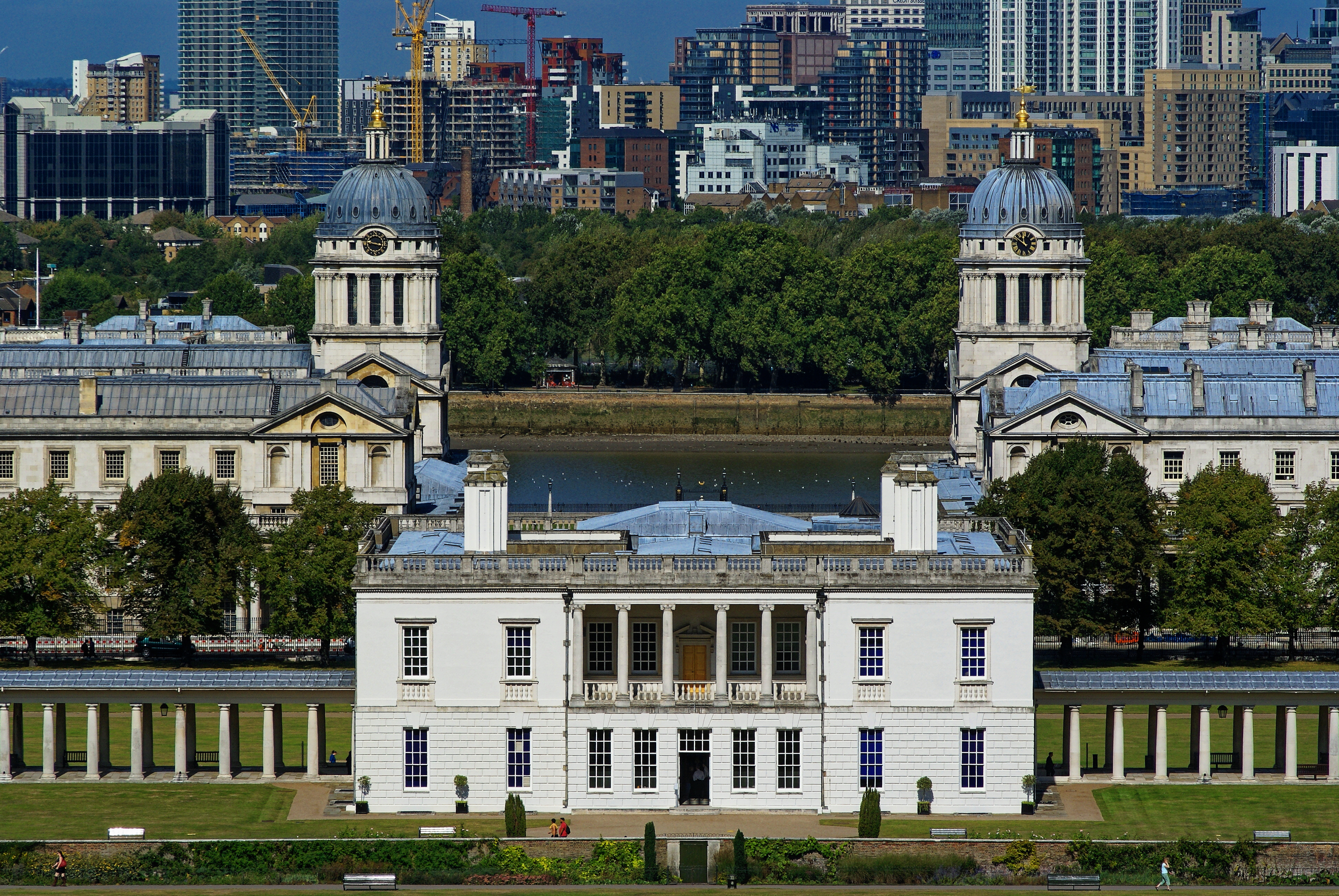
La casa y su ventana al Támesis

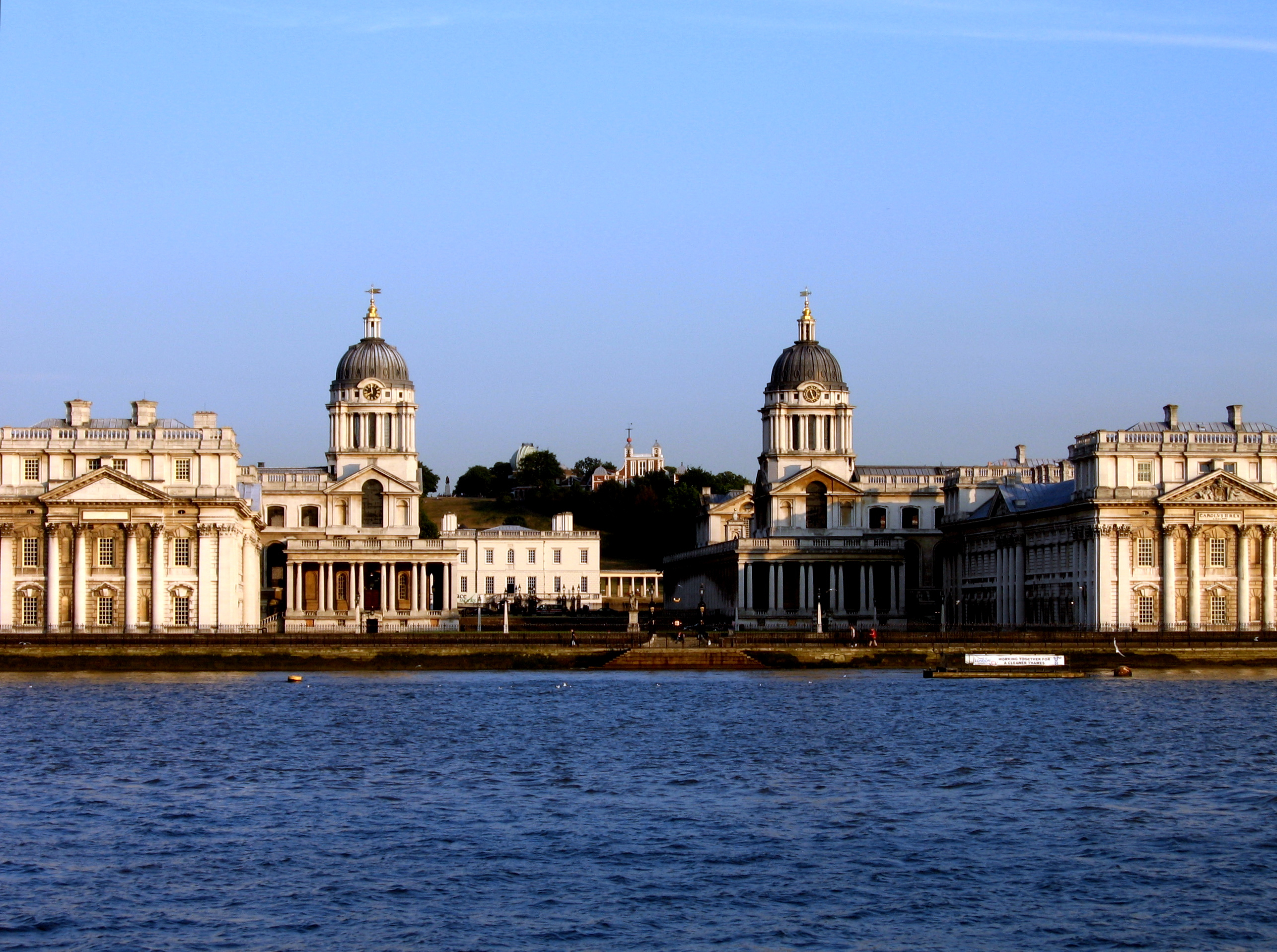
La casa desde la otra ribera del Támesis, encuadrada por las alas del Hospital

Aunque la casa sobrevivió como edificio oficial —siendo utilizada como residencia estatal de los generales en el mar de la Commonwealth Richard Dean (1653) y Robert Blake (1657)—, el palacio principal fue demolido progresivamente desde la década de 1660 hasta la de 1690. Fue reemplazado por el Royal Hospital for Seamen,
construido en 1696-1751 según el plan maestro de sir Christopher Wren. Ahora se llama Old Royal Naval College, por su uso posterior de 1873 a 1998. La posición de la casa y la orden de la reina Mary II de que se conservaran las vistas al río (solo obtenida con la demolición del Palacio más antiguo), dictó el diseño del Hospital Wren de dos pares de patios  iguales separados por un gran visto exactamente del ancho de la casa (115 pies). El primer plan de Wren, que bloqueaba la vista del Támesis, se hizo conocido en la historia como «el paso en falso de Christopher Wren». Puede compararse con la pirámide de I.M. Pei en el Louvre, que también obstruye la vista central. Todo el conjunto de Greenwich forma una impresionante panorámica arquitectónica que se extiende desde el Támesis hasta el parque de Greenwich, y que fue una de las principales características que en 1997 llevó a la UNESCO a inscribir a «Maritime Greenwich» como Patrimonio de la Humanidad.

## Añadidos delsigloXIX

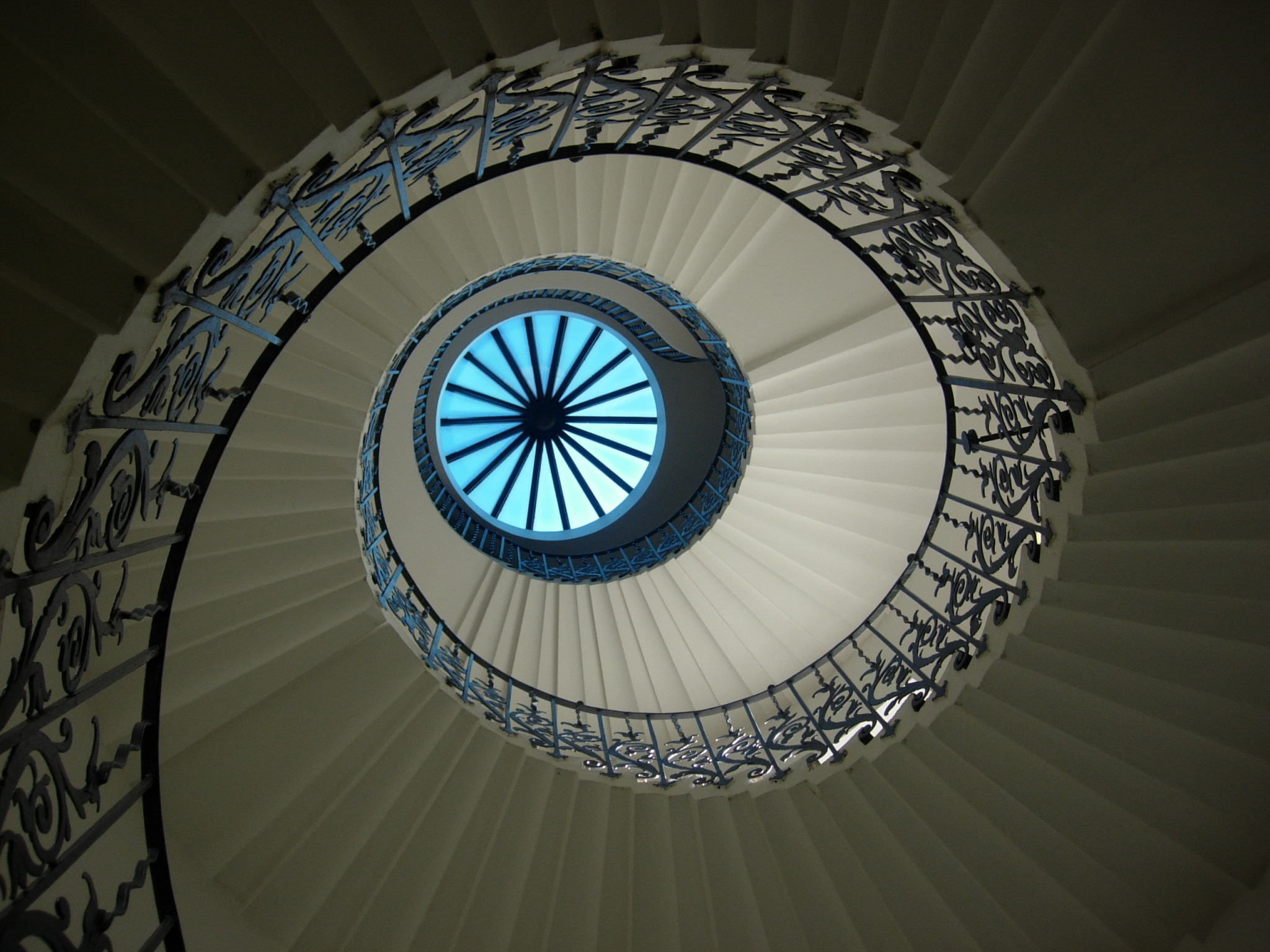
Las escaleras y el farol Tulip; las primeras escaleras helicoidales sin apoyo central construidas en Inglaterra. Los peldaños, en ménsula, están empotradas en los muros de cierre y descansan en parte sobre el de abajo.

Desde 1806, la propia casa fue el centro de lo que, a partir de 1892, se convirtió en el Royal Hospital School [Escuela Hospital Real] de los hijos de los marineros. Esto requirió nuevas alas de alojamiento, y se agregaron un par flanqueandola al este y al oeste, conectadas a la casa por columnatas en 1807 (diseñadas por el arquitecto de los London Docks, Daniel Asher Alexander), con otros añadidos que sobrevivieron hasta 1876. En 1933 la escuela se mudó a Holbrook, Suffolk. Sus edificios de Greenwich, incluida la casa, se convirtieron y restauraron para convertirse en el nuevo Museo Marítimo Nacional (National Maritime Museum, o NMM), creado por ley del Parlamento en 1934 e inaugurado en 1937.
Los terrenos inmediatamente al norte de la casa se recuperaron a finales de la década de 1870, después de la construcción de un túnel de corte y cobertura entre las estaciones de Greenwich y Maze Hill. El túnel comprendía la continuación del ferrocarril de Londres y Greenwich y se había inaugurado en 1878.

## Años recientes
En 2015, la casa se sometió a una restauración que duró 14 meses, reabriéndo el 11 de octubre de 2016. Una de las actuaciones más controvertidas fue la instalación de un nuevo techo en la sala principal, diseñado por el artista Richard Wright, ganador del premio Turner de 2009. La casa había sido previamente restaurada entre 1986 y 1999, con inserciones contemporáneas que modernizaron el edificio. En algunos sectores artísticos, provocó cierto debate: un editorial en The Burlington Magazine, en noviembre de 1995, aludía a «la reciente transformación de Queen's House en un interior de parque temático con muebles falsos y chimeneas, modelos de yeso modernos y raídos y candelabros con clip». El edificio ahora se utiliza en gran medida para exponer la importante colección de pinturas y de retratos de marinos del Museo de los siglos XVII al XX, además de eventos públicos y privados. Normalmente está abierto al público todos los días, de forma gratuita, junto con las otras galerías del museo y el Real Observatorio de Greenwich del siglo XVII, que también forma parte del Museo Marítimo Nacional.
En 2012, los terrenos situados detrás de la casa de la Reina se utilizaron para albergar un estadio para los eventos ecuestres de los Juegos Olímpicos de 2012. El pentatlón moderno también se llevó a cabo en los terrenos del Greenwich Park. La propia Queen's House se utilizó como centro VIP para los juegos. El trabajo para preparar la Casa de la Reina incluyó algunas remodelaciones internas y trabajos en el techo de plomo para prepararlo para instalaciones de seguridad y cámaras.[cita requerida]

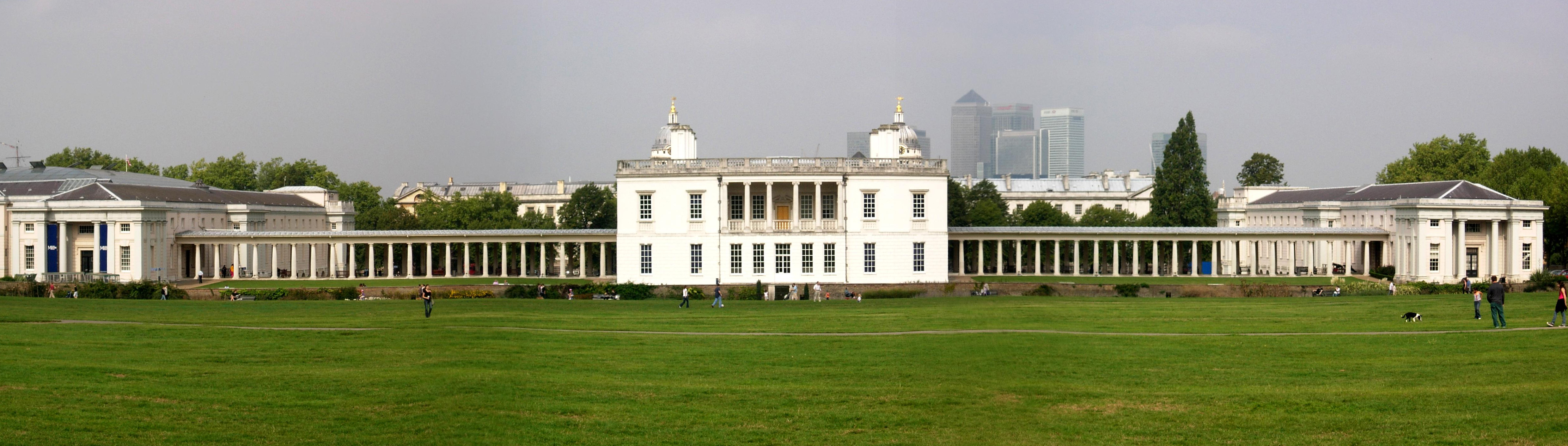
La casa de la Reina vista desde el pie de Observatory Hill, mostrando la casa original (1635) y las alas adicionales unidas por columnatas (1807). Canary Wharf aparece detrás.